# Copanatoyac
Copanatoyac es una localidad del estado mexicano de Guerrero, cabecera del municipio homónimo. 

## Geografía
La localidad está ubicada en la posición 17°27′50″N 98°42′32″O / 17.46389, -98.70889, a una altitud de 1374 m s. n. m.
Según la clasificación climática de Köppen, el clima corresponde al tipo Aw - Tropical seco.

## Toponimia
El nombre «Copanatoyac» proviene del náhuatl y se interpreta como "copal en el río" o "arriba del río" según otras versiones.
El Gran Diccionario Náhuatl señala que la palabra atoyac significa “rio”.

## Demografía
Cuenta con 3435 habitantes lo que representa un incremento promedio de 1.7% anual en el período 2010-2020 sobre la base de los 2924 habitantes registrados en el censo anterior. Ocupa una superficie de 0.9189 km², lo que determina al año 2020 una densidad de 3738 hab/km².
| Gráfica de evolución demográfica de Copanatoyac entre 2000 y 2020 |
|                                                                   |
| Fuente: Instituto Nacional de Estadística Geografía e Informática |

En el año 2010 estaba clasificada como una localidad de grado alto de vulnerabilidad social.
La población de Copanatoyac está mayoritariamente alfabetizada (13.45% de personas analfabetas al año 2020) con un grado de escolarización en torno de los 7.5 años. El 89.05% de la población es indígena.